# Helvibotys
Helvibotys là một chi bướm đêm thuộc họ Crambidae.